# Burmoniscus schultzi
Burmoniscus schultzi är en kräftdjursart som beskrevs av Taiti, Ferrara och Kae Kyoung Kwon 1992. Burmoniscus schultzi ingår i släktet Burmoniscus och familjen Philosciidae. Inga underarter finns listade i Catalogue of Life.